# NGC 5348
NGC 5348 ist eine 13,4 mag helle Balken-Spiralgalaxie vom Hubble-Typ SBbc im Sternbild Jungfrau auf der Ekliptik. Sie ist schätzungsweise 64 Millionen Lichtjahre von der Milchstraße entfernt und hat einen Durchmesser von etwa 65.000 Lj.

Im selben Himmelsareal befinden sich u. a. die Galaxien NGC 5338, NGC 5356, NGC 5360, NGC 5363.
Das Objekt wurde am 3. Mai 1877 von Lawrence Parsons entdeckt.